# ماوريديس روكي جونيور
ماوريديس روكي جونيور (بالبرتغالية: Maurides Roque Júnior) (10 مارس 1994 في البرازيل - ) هو لاعب كرة قدم برازيلي في مركز الهجوم. لعب مع نادي أروكا ونادي إنترناسيونال.

## روابط خارجية
- ماوريديس روكي جونيور على موقع دوري كوريا الجنوبية (الإنجليزية)
- ماوريديس روكي جونيور على موقع قاعدة بيانات كرة القدم.إي يو (الإنجليزية)
- ماوريديس روكي جونيور على موقع Soccerway.com (الإنجليزية)
- ماوريديس روكي جونيور على موقع عالم كرة القدم.نت (الإنجليزية)
- ماوريديس روكي جونيور على موقع AS.com (الإسبانية)